# Episodi di Shameless (serie televisiva 2004) (ottava stagione)
L'ottava stagione della serie televisiva Shameless, composta da un totale di 22 episodi, è stata trasmessa in prima visione assoluta nel Regno Unito da Channel 4. Il primo blocco di 13 episodi è andato in onda dal 10 gennaio all'8 marzo 2011, mentre il secondo di 9 episodi dal 30 agosto al 25 ottobre 2011.
In Italia la stagione è inedita.
| nº | Titolo originale             | Titolo italiano | Prima TV UK       | Prima TV Italia |
| -- | ---------------------------- | --------------- | ----------------- | --------------- |
| 1  | The Night Before             |                 | 10 gennaio 2011   |                 |
| 2  | Missing                      |                 | 11 gennaio 2011   |                 |
| 3  | Where's Frank?               |                 | 12 gennaio 2011   |                 |
| 4  | Back Home                    |                 | 13 gennaio 2011   |                 |
| 5  | Wedding of Diaster           |                 | 14 gennaio 2011   |                 |
| 6  | Gangster Gallagher           |                 | 18 gennaio 2011   |                 |
| 7  | Kidnap and Ransom            |                 | 25 gennaio 2011   |                 |
| 8  | Together in Heaven           |                 | 1º febbraio 2011  |                 |
| 9  | Maguire Meltdown             |                 | 8 febbraio 2011   |                 |
| 10 | Sickness and Health          |                 | 15 febbraio 2011  |                 |
| 11 | Takeover                     |                 | 22 febbraio 2011  |                 |
| 12 | Sibling Rivalry              |                 | 1º marzo 2011     |                 |
| 13 | Beginnings and Ends          |                 | 8 marzo 2011      |                 |
| 14 | The Not-So Deceased          |                 | 30 agosto 2011    |                 |
| 15 | My Name Is Avril             |                 | 6 settembre 2011  |                 |
| 16 | Frank Gallagher: Sent by God |                 | 13 settembre 2011 |                 |
| 17 | Comebacks                    |                 | 20 settembre 2011 |                 |
| 18 | Frank in the Frame           |                 | 27 settembre 2011 |                 |
| 19 | Moving Back                  |                 | 4 ottobre 2011    |                 |
| 20 | Career Criminal              |                 | 11 ottobre 2011   |                 |
| 21 | The Maguire Motto            |                 | 18 ottobre 2011   |                 |
| 22 | PC Gallagher                 |                 | 25 ottobre 2011   |                 |